# 圓山宮
23°24′48″N 120°18′23″E / 23.413340°N 120.306340°E
圓山宮，是位於臺灣嘉義縣鹿草鄉西井村的廟宇，主祀王孫大使謝聖賢。

## 建廟
清朝初葉到中葉間，屬於鑾井派的陳姓閩南人大批遷至臺灣，帶來「灌口鳳山祖廟」的香火，先後建立了鹿草鄉西井村的圓山宮、嘉義縣大林鎮的陳井寮保安宮、雲林縣東勢鄉的昌南村南天宮等主祀王孫大使的廟宇。
康熙四十七年（1708年），泉州府同安縣陳立勳等人來鹿草開墾，將王孫大使作為守護神，後人為答謝神恩便於乾隆二十年（1755年）建立圓山宮。為鹿草鄉鹿草、鹿東及西井村三村的信仰中心，以及台灣祭祀王孫大使的開基祖廟。

## 祭祀

### 神明
主祀的王孫大使又被稱為「謝府元帥」，因傳說八歲就得道，神像臉孔為娃娃臉。圓山宮流傳的傳說，該神出於八歲時帶獵犬雲遊四方，因在同安縣安仁里坑內堡坑社除去田螺精而成神，信眾建灌口鳳山祖廟祭祀。以元宵節作得道日、農曆五月初四為誕辰。另種說法，王孫大使是來自四川灌縣信仰的川主，據傳據是明朝時有一西川灌口人來廈門當驛丞，將此信仰帶到閩南。

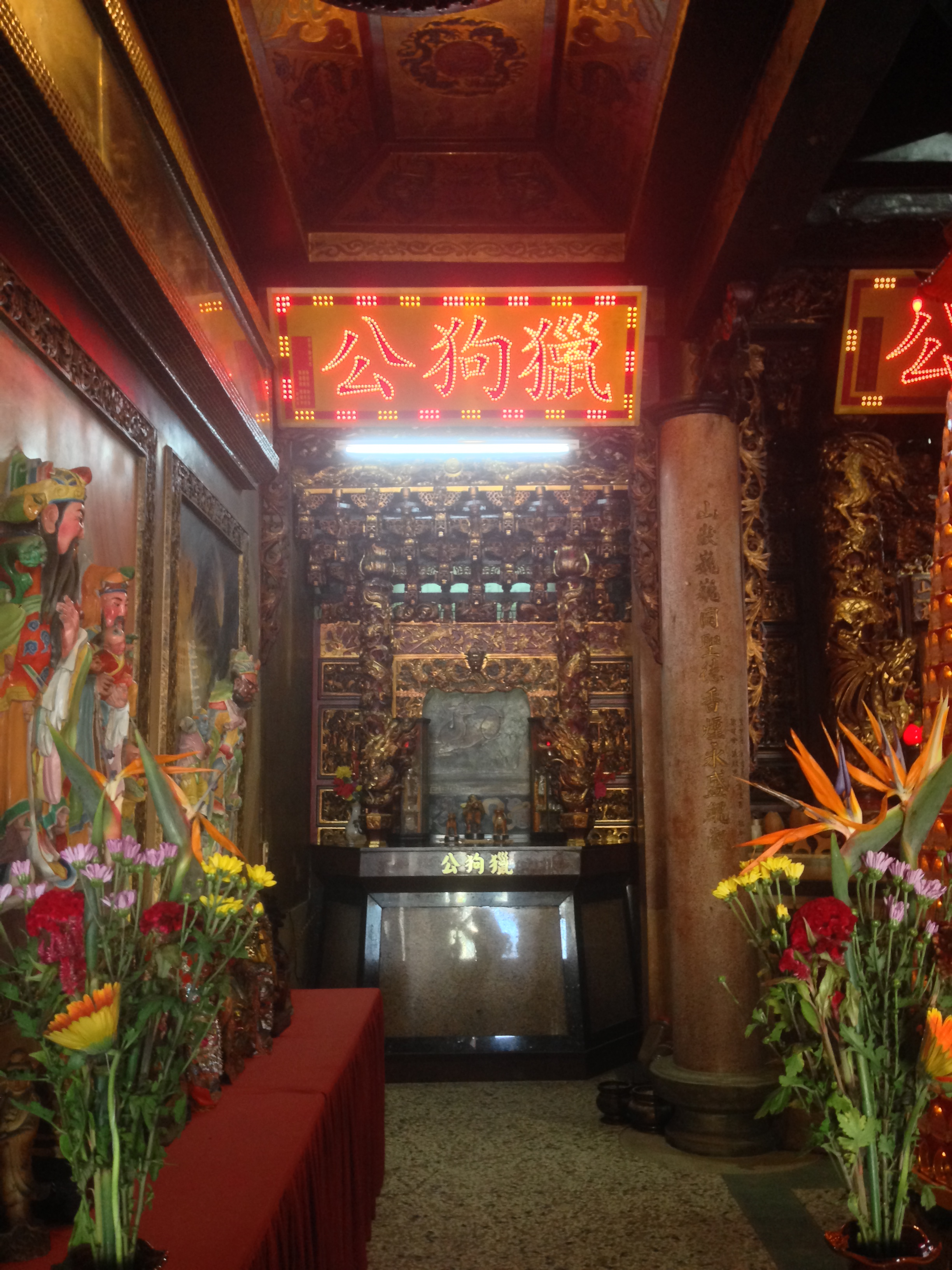
獵狗公

王孫大使的獵犬神像則供奉在廟內左側，以樟木雕刻。信眾認為該獵犬有治癒膿瘡能力，只要求得放在神像背上的金紙，再放置金紙供下一位信徒祈求，回家擦拭膿瘡就能治療。廟方也表示也能治癒痔瘡。信徒求分靈神像時，也需先對王孫大使擲筊來得到同意。信眾也會回贈新神像來還願。大家樂興盛時，神像曾被入請出求明牌。
此外，還供奉被視為謝玄的開基王大使。

### 元宵節
每年元宵節，廟方會舉行遶境、擲筊乞借發財金、大麵龜擲筊等活動，當日晚上，人們會將燃連珠炮後，丟入高掛在二樓高、內裝爆竹的紙糊炮台。只要擲中炮台者，表示會帶來好運，更可抱回獎品。

### 刈水火
每逢龍年，廟方會舉行稱為「刈水火」的儀式，來替廟內的開基王大使招收海上兵馬，同時為該地祈福。廟方陳國男表示，是以該儀式招納無主孤魂，成為正神的人馬。
地點會在二溪匯流處及漲潮時才能進行，如2012年是在東石鄉御龍宮附近的朴子溪與荷苞嶼大排匯流處。堤防上會設臨時行壇祭拜。沙洲上會插立招軍用的黑令旗，並可清楚觀測漲潮狀況。等中午水深時，眾神陸續起駕，廟方持兵器下水，在招軍旗附近做法，以及將炭火倒入河中，再以錫瓶取水，接著拔回黑令旗。